# Schieferbergbau in Südwestfalen

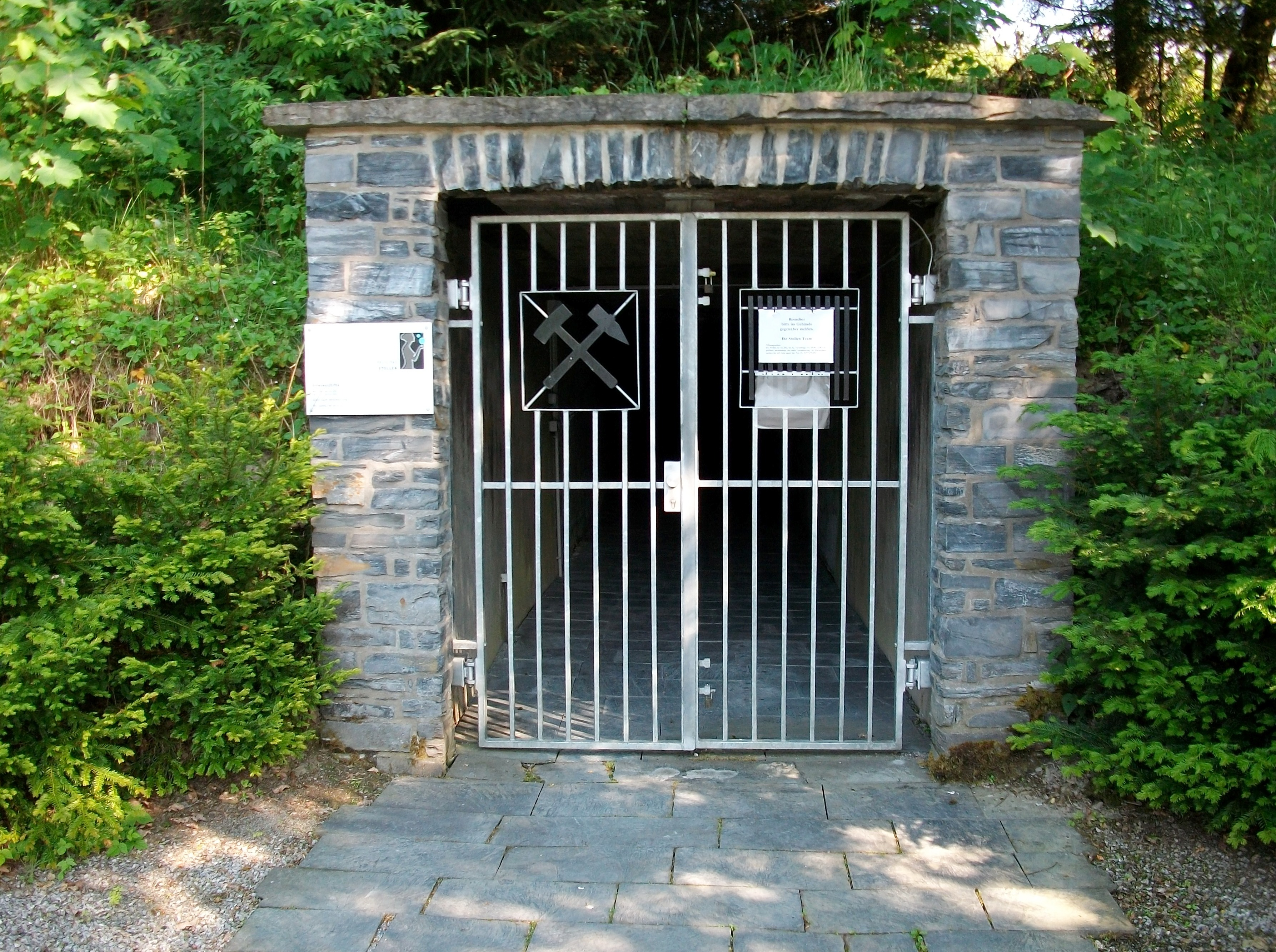
Felicitas-Stollen

Der Schieferbergbau in Südwestfalen geht im Sauerland und den angrenzenden Gebieten im Sieger- und Wittgensteiner Land bis in das späte Mittelalter und die frühe Neuzeit zurück. Die Produkte wurden aber wegen der hohen Transportkosten, von Ausnahmen herausragender religiöser und weltlicher Bauten abgesehen, nur in der engeren Umgebung vertrieben. Insbesondere im 19. und 20. Jahrhundert spielte Schiefer infolge wachsender Nachfrage und des Anschlusses der Region an die Eisenbahn eine bedeutende wirtschaftliche Rolle. Die Produkte wurden nun auf dem nationalen und auch dem internationalen Markt abgesetzt. In der Region selbst sorgte die vermehrte Verwendung des Materials dafür, dass Schiefer als ein landschaftsprägender Baustoff gilt. Nach einer Boomphase in der zweiten Hälfte des 19. Jahrhunderts ließ die Bedeutung durch wachsende Konkurrenz anderer Schieferanbieter und anderer Materialien deutlich nach. Nach einem gewissen Aufschwung in der Zeit des Wiederaufbaus nach dem Zweiten Weltkrieg begann der endgültige Niedergang. Nur wenige Betriebe bestehen bis heute.

## Geologie und Fundstätten

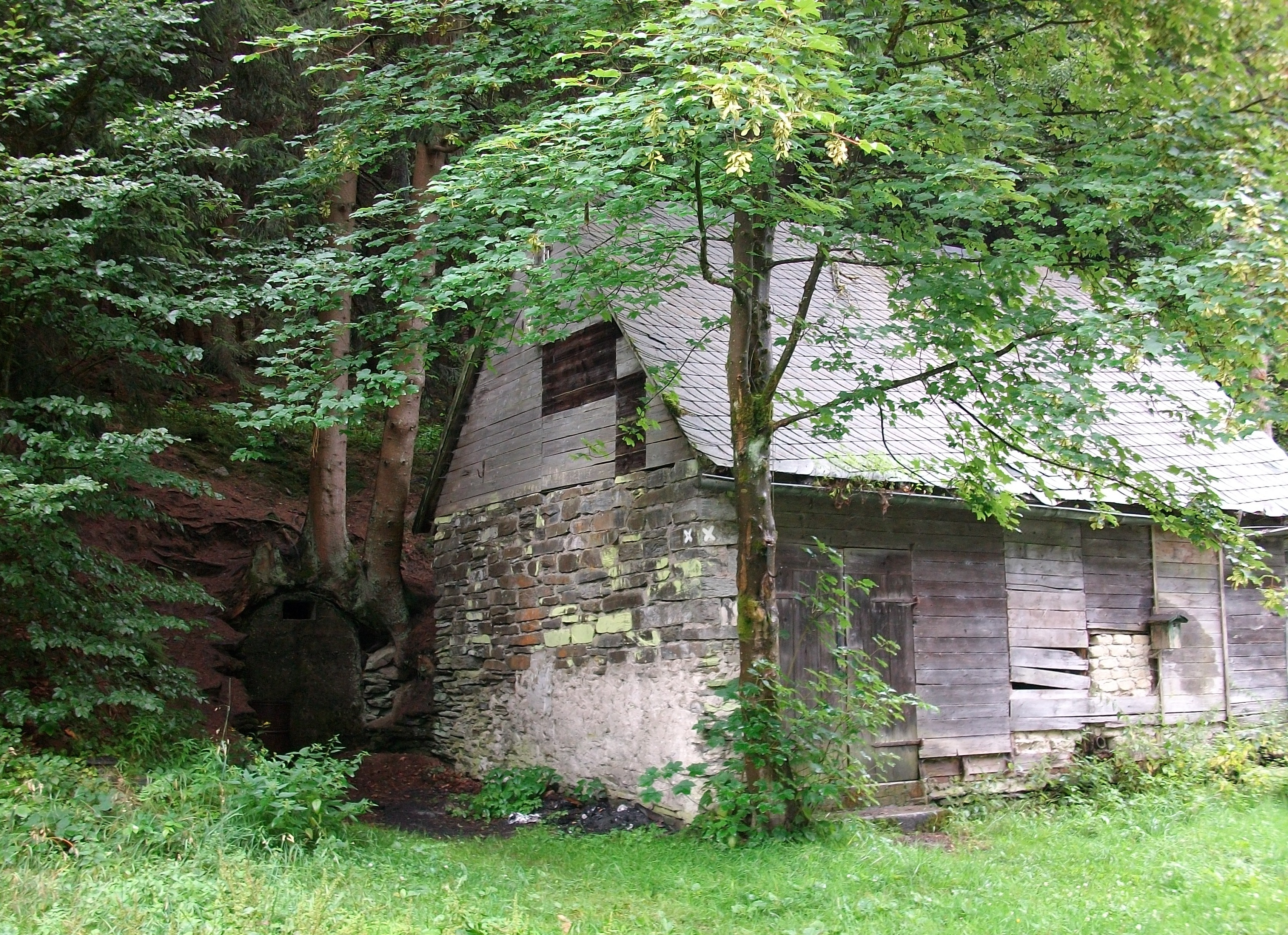
Zugemauerter Stolleneingang in der Lengenbecker Schiefergrube Sperlingslust

Es wurde Tonschiefer vorwiegend aus dem Mitteldevon abgebaut. Auf dem nördlichen Zug des Oberdevon beginnt der Dachschiefer im oberen Ruhrtal bei Meschede und setzt sich über Eversberg, Velmede, Bestwig, Ostwig, Nuttlar, Antfeld bis Altenbüren fort. Die Lagerung der Schieferbänke ist meistens sehr flach. Sie übersteigen kaum 15 bis 20°. Nur wo Gebirgsfaltungen auftreten bekommen sie ein steileres bis 45 bis 50° steigendes Einfallen. Dies ist insbesondere bei der Grube Ostwig der Fall. Die Mächtigkeit schwankt zwischen 3 und 10 m. Die Schieferlager stehen in Wechselwirkung mit Kalksteinbänken, die lokal Flinz genannt werden. Diese haben eine durchschnittliche Mächtigkeit von 0,1 bis 0,5 m.
Lenneschiefer wurde bei Silbach, Siedlinghausen, Nordenau, Lengenbeck und bei Fredeburg abgebaut. Die Mächtigkeit der Vorkommen ist sehr unterschiedlich und schwankt zwischen 5 und 30 m. Die Lager sind meist durch raue Tonschieferlagen getrennt. Die Qualität des dort gewonnenen Dachschiefers ist hoch. Das Gestein ist leicht spaltbar, von dunkelgrauer Farbe und wetterbeständig.
Die Lagerstätten im benachbarten Wittgenstein reichen bis ins Sauerland herein. Dort wechseln sich Dachschiefer und Quarzitschichten ab. Dieser Komplex hat das in den Gliedern der rheinischen Devonformation gewöhnliche Streichen von Südwesten nach Nordosten und ist ungewöhnlich steil aufgerichtet, oft senkrecht und meist nicht unter 60 bis 70° geneigt. Der Komplex der vor allem in der Gegend von Raumland ausgebeutet wurde, ist zwar nur wenige Kilometer breit, hat aber eine Länge von etwa 25 km und reicht bis in die Gegend von Hallenberg. Der Schiefer kommt dort in einer Mächtigkeit von bis zu 30 m und mehr vor. Der Schiefer aus Raumland und Silbach zeichnet sich durch eine ungewöhnliche Dauerhaftigkeit, gleichmäßige blaugraue Farbe und ist leicht spaltbar.
Der Abbau konzentrierte sich auf die Reviere bei Fredeburg und Nuttlar. Hinzu kommen Hallenberg und das Biggetal südlich von Attendorn. Das Raumländer Revier südöstlich des Rothaargebirges liegt im Wittgensteiner Land. Auch in der Gegend von Siegen wurde zeitweise Schiefer abgebaut. Neben Dachschiefer wurden auch größere Platten und Schultafeln produziert.

## Mittelalter und Frühe Neuzeit
Zu Beginn wurde der Schiefer von kleinen Betrieben für den lokalen Gebrauch abgebaut. Schiefer wurde bereits im Mittelalter verwandt. Seit wann er systematisch abgebaut wurde, ist nicht bekannt. Es gibt keine Belege für die Behauptung, dass der Abbau in der Raumländer Gegend bis ins frühe Mittelalter zurück reicht. In der Nähe von Siegen wurde bereits im 14. Jahrhundert Schiefer abgebaut. Im 18. Jahrhundert hatten die Brüche in dieser Gegend aber nur regional begrenzte Bedeutung. Im Jahr 1574 wurde Schiefer von Hallenberg nach Raumland geliefert. Auch bei Raumland selbst wurde Schiefer gewonnen. Aber ein wirklicher Aufschwung erfolgte erst im 19. Jahrhundert.

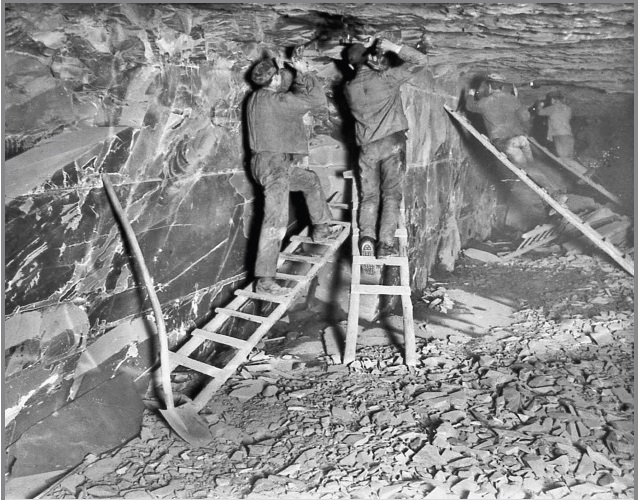
Bohren von Sprenglöchern mit einem Handbohrmeißel und der Beleuchtung durch eine Öllampe (Nuttlar um 1900)

In der zweiten Hälfte des 16. Jahrhunderts wurde Schiefer bei Nuttlar und Antfeld abgebaut. Hallenberger Schiefer wurde 1578 zum Schlossbau nach Arnsberg geliefert. Im Biggetal bei Attendorn wurde seit dem 18. Jahrhundert Schiefer gewonnen. Die Klöster Bredelar und Grafschaft ließen zu dieser Zeit bei Silbach und Giershagen ebenfalls Schiefer abbauen. Mit Dachschiefer wurden insbesondere Kirchen, Wehranlagen und wegen der Feuergefahr Hütten- und Hammerwerke gedeckt. So verfügt der Wartturm der Briloner Landwehr über eine Schieferdeckung aus dem 14. oder 15. Jahrhundert. Der überwiegende Teil der üblichen Fachwerkhäuser war dagegen mit Stroh gedeckt. Auch im märkischen Sauerland wurde Schiefer abgebaut. So wurde 1724 von einem Schieferbruch bei Herscheid oder von Brüchen im Amt Velbert berichtet. Größere über lokale Bedeutung hatte die dortige Schiefergewinnung nicht.
Der Abbau unterlag den jeweiligen Bergordnungen. Im Herzogtum Westfalen war dies die kurkölnische Bergordnung. Der Landesherr verlieh die Förderrechte und erhielt dafür Abgaben. Auf Grund der hohen Transportkosten spielte der Export kaum eine Rolle.
Anfangs erfolgte der Abbau über Tage in sogenannten Schieferkuhlen. Später wurde Schiefer in der Regel unter Tage mit Stollen und Querschlägen abgebaut. Der unter Tage abgebaute Schiefer hat den Vorteil, dass er sich besser spalten und bearbeiten lässt.

## Veränderung der regionalen Baukultur

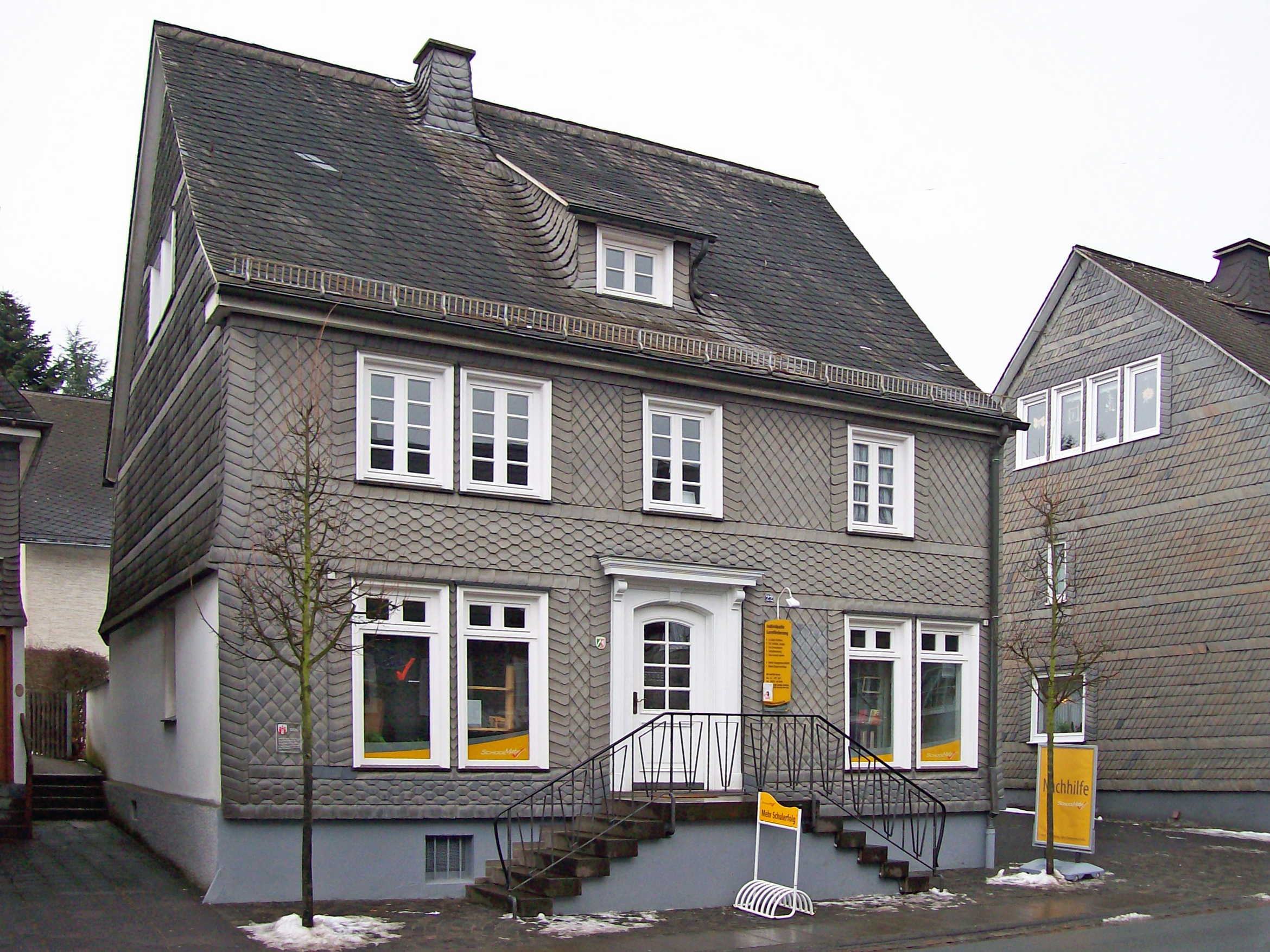
Beispiel eines schiefergedeckten und mit Schiefer verkleideten Fachwerkhauses in Schmallenberg

Häuser mit Strohdach waren stark feuergefährdet. Nachdem im Jahr 1778 im Herzogtum Westfalen eine Feuerversicherungsordnung mit entsprechenden Bauvorschriften erlassen worden war, wurden Schieferdächer auch bei Privatgebäude häufiger. Konkurrenz mit anderen feuerfesten Formen der Dachbedeckung bestand in der Region kaum. Auch die spätere hessische und preußische Regierung folgte diesem Kurs. Preußen untersagte 1836 erneut die Deckung der Häuser mit Stroh. Zwar wurden diese Bestimmungen unterlaufen und es bestand Bestandschutz für den Altbestand, aber das Material verbreitete sich deutlich stärker als zuvor.
In der Praxis setzten sich das Schieferdach oder die Verschieferung der Hauswände erst allmählich durch und die Schieferbedachung hat nie, wie häufig angenommen, eine dominierende Bedeutung gehabt. Dafür spielten die recht hohen Kosten auch noch im 19. Jahrhundert eine Rolle. Eine zeitgenössische Statistik von 1722 zeigt, dass in den Städten des märkischen Sauerlandes Schieferdächer eine absolute Ausnahme darstellten. Von 108 Häusern in Plettenberg verfügten nur fünf über ein Schieferdach. Von 511 Häusern in Altena hatte nur eines ein Schieferdach. Nach dem Stadtbrand von 1795 in Olpe im Herzogtum Westfalen sollte ein feuerfestes Dach eigentlich bei jedem Bau Standard sein. Tatsächlich hatten noch 1877 67 von 299 Häusern ein Strohdach. Es gab aber auch andere Beispiele. In Rüthen mit 297 Häusern hatten 1808 231 Strohdächer, aber immerhin bereits 58 Häuser verfügten über ein Schieferdach. Auch später waren Schieferdächer keine Selbstverständlichkeit, wie die Auswertung der Anträge zur Westfälischen Provinzial-Feuersozietät aus dem Amt Attendorn für die Jahre zwischen 1859 und 1929 zeigt. Dabei machte sich bereits die Konkurrenz durch alternative Bedachungsarten deutlich bemerkbar. Danach hatten nur 7 % der versicherten Häuser Schieferdächer. Davon waren 18 % öffentliche Bauten, 54 % private Häuser und 28 % Nebengebäude. Mehr als die Hälfte der Gebäude waren mit Ziegel gedeckt. Allmählich kamen auch Blech- und Asphaltbedachungen auf.

## Entwicklung im 19. und 20. Jahrhundert
Bis zur Mitte des 19. Jahrhunderts spielte der Schieferabbau nur eine relativ geringe Rolle. Von 175 Gruben waren nur etwa 15 in Betrieb. Das Fehlen leistungsfähiger Verkehrsverbindungen führte dazu, dass die Produkte im Wesentlichen nur in der nächsten Umgebung abgesetzt werden konnten. Dies gilt insbesondere für die Gruben im Kreis Olpe, wo um diese Zeit noch in einem nennenswerten Umfang Schiefer gewonnen wurde. Seit der Mitte des 19. Jahrhunderts nahm die Bedeutung des Schieferbergbaus zu.

### Bergrechtliche Bestimmungen
Mit dem preußischen Berggesetz von 1865 wurde der Schiefer zu einem Grundeigentümermineral und unterlag nicht mehr dem Staatlichen Bergrecht. Allerdings galt für vor 1865 aufgeschlossene Gruben das Bergrecht weiter. Dies betraf einen Großteil der Gruben des Sauerlandes. Die neuen Gruben unterstanden dagegen der Gewerbeaufsicht und den Ortspolizeibehörden. Die Zahl der neueren Gruben war relativ gering. Der Wandel des Rechtsstatus kann daher nur bedingt, die wirtschaftliche Lage der Betriebe beeinflusst haben. Die älteren Gruben wurden meist als bergrechtliche Gewerkschaften betrieben. Die Beschäftigten der alten Gruben waren durch Knappschaften versichert.

### Wirtschaftliche Veränderungen

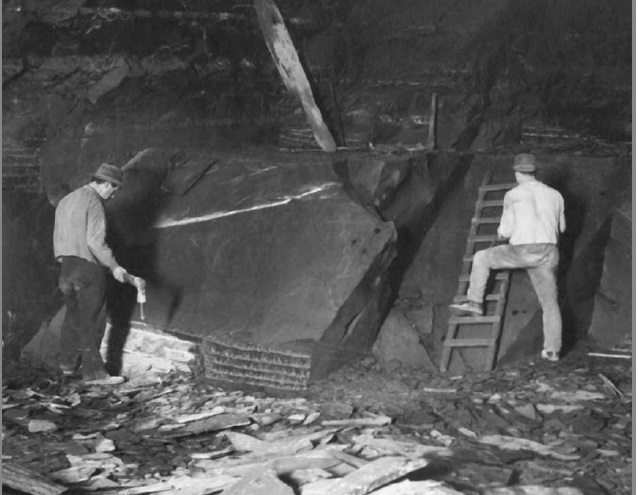
Schrämmarbeiten an einer Schieferbank (Nuttlar um 1900)

Eine gewisse Vergrößerung des Absatzradius war im eigentlichen Sauerland mit dem verstärkten Bau von Straßen seit der hessischen Zeit ab 1803 verbunden. Dennoch blieb dieser auf die engere Umgebung beschränkt. Erst der Eisenbahnbau ermöglichte den leichteren Versand. Zwar wurde die Region noch nicht selbst von der Bahn erreicht, aber der Bau der westfälischen Eisenbahn erlaubte den Transport zur nächsten Bahnstation. Schiefer wurde bis nach Holland, Baden, den Provinzen Posen und Schlesien abgesetzt. Die Nachfrage war 1854 so groß, dass diese nicht völlig befriedigt werden konnte. Der Absatz hätte noch viel höher sein können, hätten die hohen Frachtkosten für den Landtransport zu den Bahnhöfen die Rentabilität für entferntere Gruben nicht belastet.
Gleichzeitig stieg mit dem Bevölkerungswachstum und der industriellen Entwicklung die Nachfrage. Dies gilt nicht zuletzt für die wachsenden relativ nahen Städte an Rhein und Ruhr. Der allgemeine Wirtschaftsaufschwung ermöglichte auch größere Investitionen in die Gruben und führte zu größeren Abbaubetrieben. Außerdem wurden etwa im Fredeburger Revier neue Schiefervorkommen entdeckt und erschlossen.
Seit 1855 wurden Schablonen für Dachschiefer eingeführt. Damit wurde das Produkt nicht nur standardisiert und konnte auf den Baustellen sofort verarbeitet werden, sondern war auch leichter und günstiger zu transportieren. Die Formen waren dabei je nach Absatzregion unterschiedlich, In Sachsen wurden sechseckige Formen und in Norddeutschland rechteckige („englische“) Formen bevorzugt.
Auch neue Betriebsformen entstanden. Die 1856 gegründete Firma Geßner & Co. mit Sitz in Meschede, die in der Gegend von Nuttlar förderte, wurde als Kommanditgesellschaft gegründet und 1868 in eine Aktiengesellschaft umgewandelt. Julius Lex aus Meschede gründete 1868 ebenfalls eine Kommanditgesellschaft und ließ vor allem die Vorkommen bei Silbach ausbeuten. Der Schieferboom zog auch ausländische Investoren an. Ein Engländer ließ die Gruben Westphalia und New England bei Bigge anlegen. Es wurde durch englische Arbeiter Schablonenschiefer gefertigt. Eine weitere Schieferbau AG „Sauerland“ schaffte es nicht, rentabel zu produzieren und musste nach wenigen Jahren den Betrieb einstellen. Seit der großen Wirtschaftskrise der 1850er Jahre erwiesen sich die Schieferpreise als sehr konjunkturabhängig.
Durch das Fehlen einer die Region direkt erschließenden Eisenbahn machte sich die Konkurrenz mit dem englischen Schiefer schon in der Mitte des 19. Jahrhunderts störend bemerkbar. Eine Änderung brachte die 1873 eröffnete Ruhrtalbahn. Die Produkte wurden nunmehr in ganz Deutschland und bis ins Ausland hinein vertrieben. Recht erfolgreich war der Export von Schieferplatten für Billardtische etwa nach Russland. Von dem wirtschaftlichen Aufschwung profitierten vor allem die Gruben direkt an der Bahnlinie. Erst durch die Erschließung auch abgelegener Gebiete durch Nebenbahnen seit den 1890er Jahren lohnte sich auch dort der Abbau. Aber auch weiterhin haben die Transportkosten zur nächsten Bahnstation die abgelegenen Gruben belastet.

### Produktion

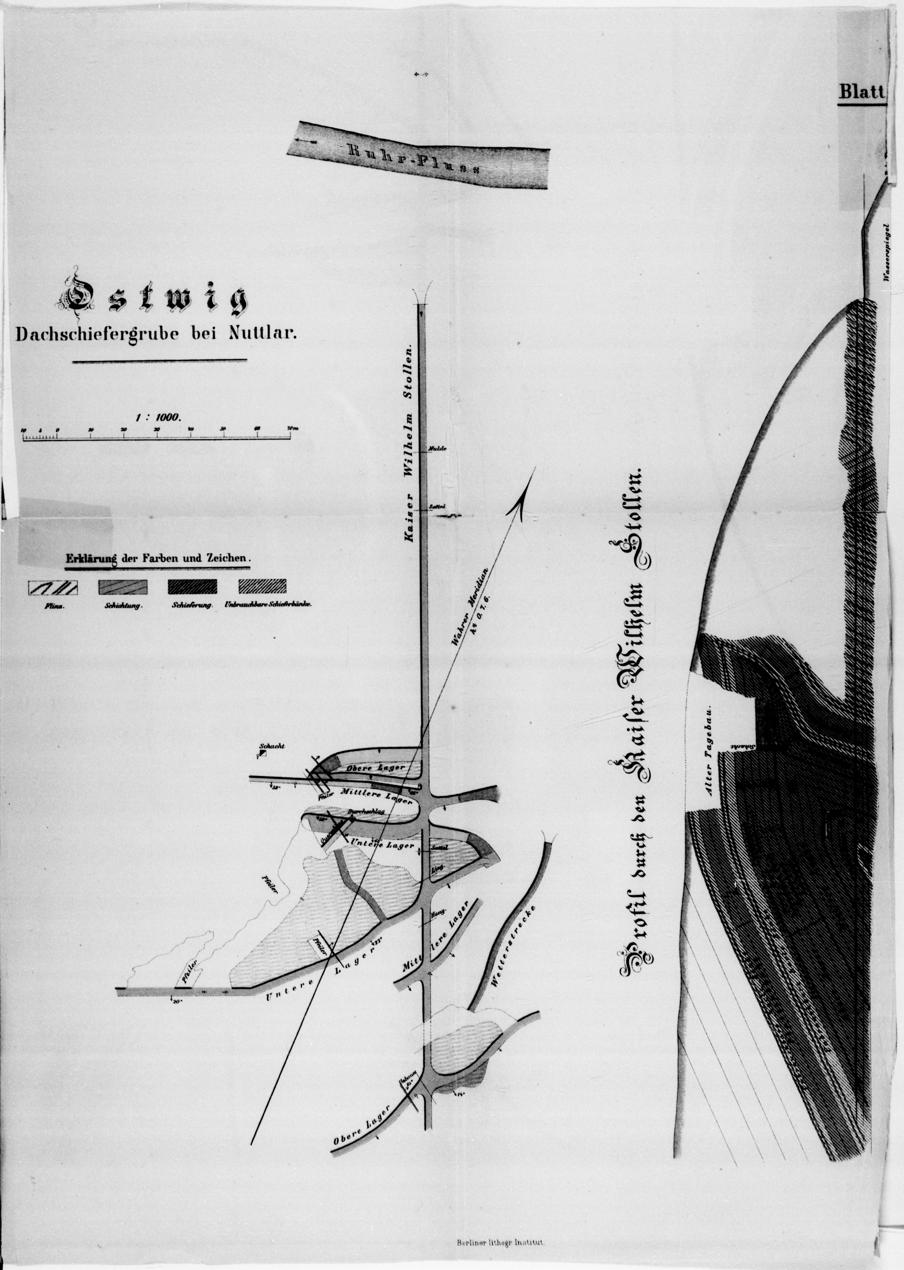
Grubenplan des Schieferbergbaus bei Ostwig (um 1890)

Der Abbau erfolgte weiterhin in der Regel unter Tage. Die Abbaustellen wurden durch unterschiedlich lange Stollen erschlossen. Im Laufe des Abbaus entstanden häufig große, domartige Hohlräume. Der Abbau erfolgte mittels Sprengung. Dazu wurden anfangs per Hand später mit hydraulischen Bohrmaschinen die Schießlöcher gebohrt. Andere Arbeiter lösten das durch die Sprengung lockere Gestein. Daneben wurde vor Ort der Schiefer grob zu rohen Platten gespalten. Diese waren etwa 5 cm dick und hatten eine Fläche von bis zu 9 Quadratmetern. Für das Spalten zu Dachschiefer wurden deutlich kleiner Platten genutzt.
Die Weiterverarbeitung erfolgte in Spalthäusern über Tage. Das Material wurde zunächst in dünnere Stücke gespalten. Dies war Handarbeit und erfolgte mit einem Holzhammer und einer Art Meißel. Danach wurde das noch unregelmäßig geformte Material mit Hilfen scherenartiger Geräte in die gewünschte Form gebracht. Teilweise wurden dabei auch die für das Aufnageln nötigen Löcher angebracht. Normalerweise hat der Dachdecker aber diese Arbeit später selber übernommen.
Für die Produktion von großen dickeren Schieferplatten wurden Kreissägen genutzt, um dem Material eine rechteckige Form zu geben. Dieses wurde durch große Hobelmaschinen geglättet. Danach erfolgten nach Bedarf weitere Arbeitsschritte zur Behandlung der Oberflächen.
Die einzige Fabrik in Westfalen, die Schiefer zu Schultafeln verarbeitete, befand sich in Nuttlar. Das Material musste dünner und hochwertiger sein, als das für Dachschiefer. Nach dem Spalten wurde früh Maschinen genutzt. Die fertigen Tafeln wurden dann in Holzrahmen eingepasst.

### Produktionsumfang
Zwischen 1841 und 1888 stieg die Produktion von Schiefer von 873 m² auf 22.052 m² im Jahr 1877. Danach sank die Produktion auf 14.702 m² ab. Der Höhepunkt der Schieferkonjunktur war bereits 1892 erreicht. Bereits vor dem Ersten Weltkrieg war die Produktion deutlich zurückgegangen.
In Hinsicht auf die innerregionalen Produktionsschwerpunkte lag dieser Anfang der 1890er Jahre im Wittgensteiner Land, während der Kreis Meschede wegen Stilllegung einiger Gruben nur auf einen Anteil von 7 % an der Gesamtfördermenge kam. Aus dem Kreis Brilon kam 17 % der Förderung. Das früher bedeutende Abbaugebiet des Kreises Siegen kam nur noch auf 5 %. In der Folgezeit ging die Produktion von Dachschiefer im Wittgensteiner Land und auch im Kreis Brilon zurück. Im Kreis Siegen wurde dieses Produkt nicht mehr hergestellt, so dass der Schwerpunkt der Produktion im Kreis Meschede lag. Ein ähnliches Bild zeigt sich auch bei der Herstellung von Schieferplatten. Etwa 91 % der Produktion stammte um 1912 aus dem Kreis Meschede, gefolgt vom Kreis Brilon mit 8,71 %. Die Preise waren ebenfalls unterschiedlich und richteten sich in erster Linie nach der Qualität. Auch in dieser Hinsicht lag der Kreis Meschede vorn.

### Arbeiterschaft

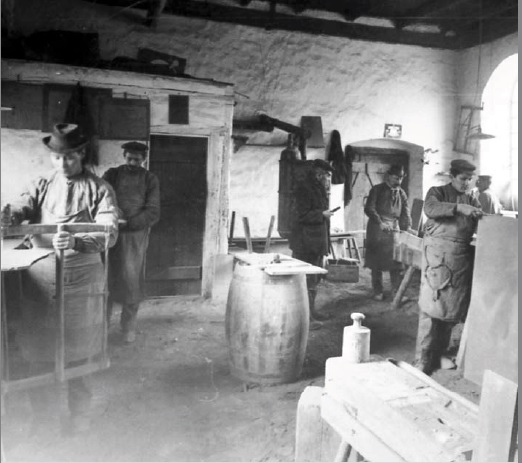
Arbeiter über Tage in Nuttlar um 1900

Mit der wirtschaftlichen Entwicklung veränderte sich auch die Zahl der Arbeiter. Im Jahr 1891 waren in diesem Bereich etwa 800 Arbeiter beschäftigt. Diese hatten etwa 2000 Angehörige zu versorgen. Diese Zahlen blieben bis zur Jahrhundertwende in etwa stabil. Danach sanken sie kontinuierlich ab. Im Jahr 1907 waren in den Gruben des Sauerlandes noch etwa 600 und 1912 478 Arbeiter beschäftigt. Dementsprechend sank auch der Umfang der zu versorgenden Angehörigen. Gemäß dem Schwerpunkt der Produktion veränderte sich auch die Zahl der Arbeiter in den einzelnen Kreisen. War ihre Zahl in den 1880/90er Jahren noch im Kreis Wittgenstein am höchsten, lag der Schwerpunkt vor dem Ersten Weltkrieg im Kreis Meschede.
Neben der Stagnation des Schieferabbaus war für den Rückgang der Arbeiterzahlen auch die Mechanisierung der Produktion insbesondere bei der Herstellung von Schieferplatten von Bedeutung. Auch wenn seit den 1890er Jahren die Löhne spürbar stiegen, kam es angesichts des recht niedrigen Verdienstes und schwieriger Arbeitsbedingungen auch zur Abwanderung in andere Bereiche gekommen. In diesem Zusammenhang wurde etwa die Beschäftigung bei der Eisenbahn oder der Wechsel zum Sauerländer Wanderhandel genannt.
Die Arbeitszeit war noch vor dem Ersten Weltkrieg sehr unterschiedlich. Im Wittgensteiner Raum lag sie inklusive von drei Pausen bei ungefähr zwölf Stunden. Im Raum Fredeburg wurde neuneinhalb und in der Gegend von Nuttlar nur acht Stunden gearbeitet. Bis zu einer Arbeitszeitverkürzung 1908 lag dort die Schichtdauer allerdings auch noch bei zwölf Stunden. Eine zeitgenössische Statistik aller Schieferarbeiter mit Ausnahme der aus Wittgenstein zeigt, dass die unter Tage Beschäftigten 1913 8,8 Stunden arbeiteten. Die über Tage Tätigen waren 9,4 Stunden beschäftigt. Bis auf die Plattenfabrik in Nuttlar wurden keine Nachtschichten gefahren.
Teile der Arbeiter insbesondere die unter Tage wurden nach Gedingesätzen bezahlt, die Übrigen erhielten Tagelohn. Wo Akkordlöhne gezahlt wurden, bestanden Kameradschaften aus jeweils etwa zehn Arbeitern. Ein Teil davon arbeitete als Hauer und der andere als Spalter.
Die Beschäftigten waren in aller Regel Einheimische und waren zu einem beträchtlichen Teil noch eng mit der ländlichen Gesellschaft verflochten. Im eigentlichen Sauerland lebten sie meist in unmittelbarer Nähe der Gruben. Im Wittgensteiner Land musste sie dagegen häufig mehrere Kilometer bis zur Arbeitsstelle zurücklegen.
Viele hatten noch ein zusätzliches Einkommen aus einer kleinen Landwirtschaft. Fast alle Arbeiter besaßen ein eigenes Haus und mindestens so viel Nutzfläche, um eine oder mehrere Ziegen oder eine Kuh zu halten. Daneben wurden von jeder Familie mindestens zwei Schweine geschlachtet. In Nuttlar besaßen 59 Arbeiter zusammen 62 Häuser, 44 besaßen zusammen 140 Morgen Land, 25 hatten zusammen 29 Kühe, 78 besaßen zusammen 120 Schafe und 80 kamen zusammen auf 188 Schweine. Zusammen besaßen die Arbeiter auch mindestens 100 Morgen Wald. Ähnlich war die Situation auch in der Gegend von Fredeburg. Wegen der langen Arbeitszeiten wurde die Landwirtschaft im Wittgensteiner Land meist von den Arbeiterfrauen betrieben.
In Nuttlar betrieb das Unternehmen wohl seit den 1870er Jahren einen Konsumverein. Dieser verkaufte die Grundnahrungsmittel und Kohlen den Beschäftigten zum Selbstkostenpreis. Die Organisation ging im Laufe der Zeit in die Hand der Beschäftigten über, während das Unternehmen sich auf die Finanzierung beschränkte.
Im Gegensatz zum extrem gesundheitsschädlichen Ramsbecker Bergbau war die Arbeit im Schieferbergbau deutlich weniger gesundheitsgefährdend. Durch die langen Anmarschwege im Wittgensteiner Land waren dort die Gesundheitsverhältnisse etwas schlechter als im eigentlichen Sauerland. Dort lag das Durchschnittsalter von siebenunddreißig verstorbenen Schieferbrechern in den zwanzig Jahren vor 1913 bei nur 46,2 Jahren, während das allgemeine Durchschnittsalter bei etwa 60 Jahren lag. Unter den Verstorbenen waren auch zwölf Bergleute, die durch Unfälle verstarben.
Trotz der Verflechtung mit der ländlichen Gesellschaft begannen die Sauerländer Bergarbeiter auch der Schiefergruben seit den 1890er Jahren, sich der Arbeiterbewegung in Form des Christlichen Bergarbeiterverbandes anzuschließen. Eine erste Streikbewegung, die nicht nur einzelne Gruben, sondern zahlreiche Standorte auch des Schieferbergbaus umfasste, fand 1906 statt. Während einige Arbeitgeber, unter ihnen auch die Nuttaler Schieferbergbau AG, den Forderungen der Arbeiter entgegenkam, leisteten vor allem Besitzer von Gruben im Fredeburger Raum heftigen Widerstand.

### Stagnation und Niedergang
Nach dem Schieferboom in der zweiten Hälfte des 19. Jahrhunderts begann eine Zeit der Stagnation. Ein Grund waren wachsende ausländische Zölle und die Konkurrenz durch ausländisches Schiefer etwa aus Belgien, Frankreich oder England. Außerdem schwanken die Marktpreise für Schiefer stark. Dem standen steigenden Kosten für Transport, Löhne und Sozialkosten gegenüber. Hinzu kam die wachsende Konkurrenz durch andere oftmals günstigere Bedachungsmaterialien. Im Gegensatz zu anderen Schieferabbaugebieten gelang es nicht eine gemeinsame Verkaufsgesellschaft zu gründen. Eine westdeutsche Vertriebsgesellschaft bewährte sich nicht. Allerdings gab es Abkommen mit Zusammenschlüssen der Dachdecker. Auch diese trug dazu bei, dass die Verkaufserlöse geringer waren als anderswo.
Nach dem Zweiten Weltkrieg führte der Wiederaufbau zu einer erneuten größeren Nachfrage nach Schiefer. Relativ schnell machten sich erneut die auswärtige und ausländische Konkurrenz insbesondere aus Spanien und der Gebrauch anderer Materialien bemerkbar. Einige Betriebe versuchten, dem steigenden Kostendruck und den sinkenden Umsätzen durch die Mechanisierung und Rationalisierung der Produktion zu begegnen. Es blieben aber nur sehr wenige fördernde Gruben übrig. Als letzte Grube fördert heute noch das Verbundbergwerk in Fredeburg.

## Reviere
Neben vereinzelt liegenden Gruben gab es drei größere Schieferreviere im Sauerland.

### Raumländer Revier
Das Raumländer Revier lag außerhalb des eigentlichen Sauerlandes bei Bad Berleburg, Raumland und Dotzlar an der Eder. Die besten Vorkommen fanden sich in diesem Gebiet in einer 50 bis 100 m mächtigen Tonsteinfolge, die zwischen zwei ebenso mächtigen Quarzitschichten eingelagert ist. Aber nur ein Teil der Tonschieferschichten war auch für den Schieferabbau geeignet. Wegen seiner Verwitterungsbeständigkeit hatte der Raumländer Schiefer einen guten Ruf. Er wurde teilweise bis nach Oberösterreich (Schloss Ort wurde etwa mit diesem Schiefer gedeckt) exportiert.
Der Beginn des Abbaus scheint in der zweiten Hälfte des 16. Jahrhunderts gelegen zu haben. Wirklich gesichert ist der Abbau aber erst für 1650, als eine örtliche Kirche mit Schiefer eingedeckt wurde. Längere Zeit lagen die Gruben still, ehe 1717 ein Neuanfang begann. Mit der Grube Hörre entstand zu dieser Zeit die wichtigste und langlebigste Grube in diesem Revier. In der Folge betrieben insbesondere Bauern der Gegend eine Reihe von Gruben.
Seit der Mitte des 19. Jahrhunderts begannen auswärtige Kapitalgeber in den Abbau zu investieren. Insbesondere die Einführung des Allgemeinen Berggesetzes von 1865 führte zu verstärkten Investitionen. Neue Grubenfelder wurden verliehen und Gruben eröffnet. Der Abbau erfolgte teilweise noch im Tagebau, in der Regel im Stollenbetrieb unter Tage. Auf der alten Grube Hörre ging man 1877 zum Untertagebetrieb über. Einen Großteil des verstreuten Grubenbesitzes nördlich der Eder vereinigte der Kölner Kaufmann Werner Kreuser bis 1864 in einer Hand und vereinigte ihn zur Grube Hörre. Auch bei den Gruben südlich der Eder engagierte sich Kreuser finanziell. Bei Dotzlar waren mehrere Gruben in Betrieb, von denen die Grube Richard auch noch nach dem Ersten Weltkrieg arbeitete.
In der Blütezeit des Raumländer Schieferabbaus existierten zehn Gruben, die zusammen 448 Arbeiter beschäftigten. Im Jahr 1892 wurde mit etwa 124.000 Metern im Wert von 265.000 Mark der Höhepunkt des Abbaus erreicht. Dachschiefer wurde in ganz Deutschland und teilweise bis ins europäische Ausland vertrieben. Hinzu kamen Schiefertafeln, Schieferplatten und Grabsteine.
Zwar verbesserte der Anschluss an die Bahn im Jahr 1890 den Transport deutlich. Dennoch ging die Bedeutung des Schieferabbaus bereits seit der Jahrhundertwende aus den schon genannten Gründen zurück. Die Firma Kreuser ging 1903 in Konkurs. Zunächst waren die meisten Gruben in Besitz der Firma Ohl, Trude & Metz, ehe sie 1917 von dem Unternehmen Uellendahl & Co. übernommen wurden. Nach dem Zweiten Weltkrieg musste die Grube Hörre schließen, weil es an Kapital zur Modernisierung fehlte. Es verblieben noch die Grube Heßlar beziehungsweise Hörre II. Diese erlebte bis in die 1960er Jahre noch einen Aufschwung. Dort wurden zu dieser Zeit etwa 60 Arbeiter beschäftigt. Im Jahr 1973 wurde die Grube endgültig stillgelegt. Die Grube Delle, die bereits 1923 geschlossen worden war, ist seit 1982 ein Schaubergwerk.

### Fredeburger Revier

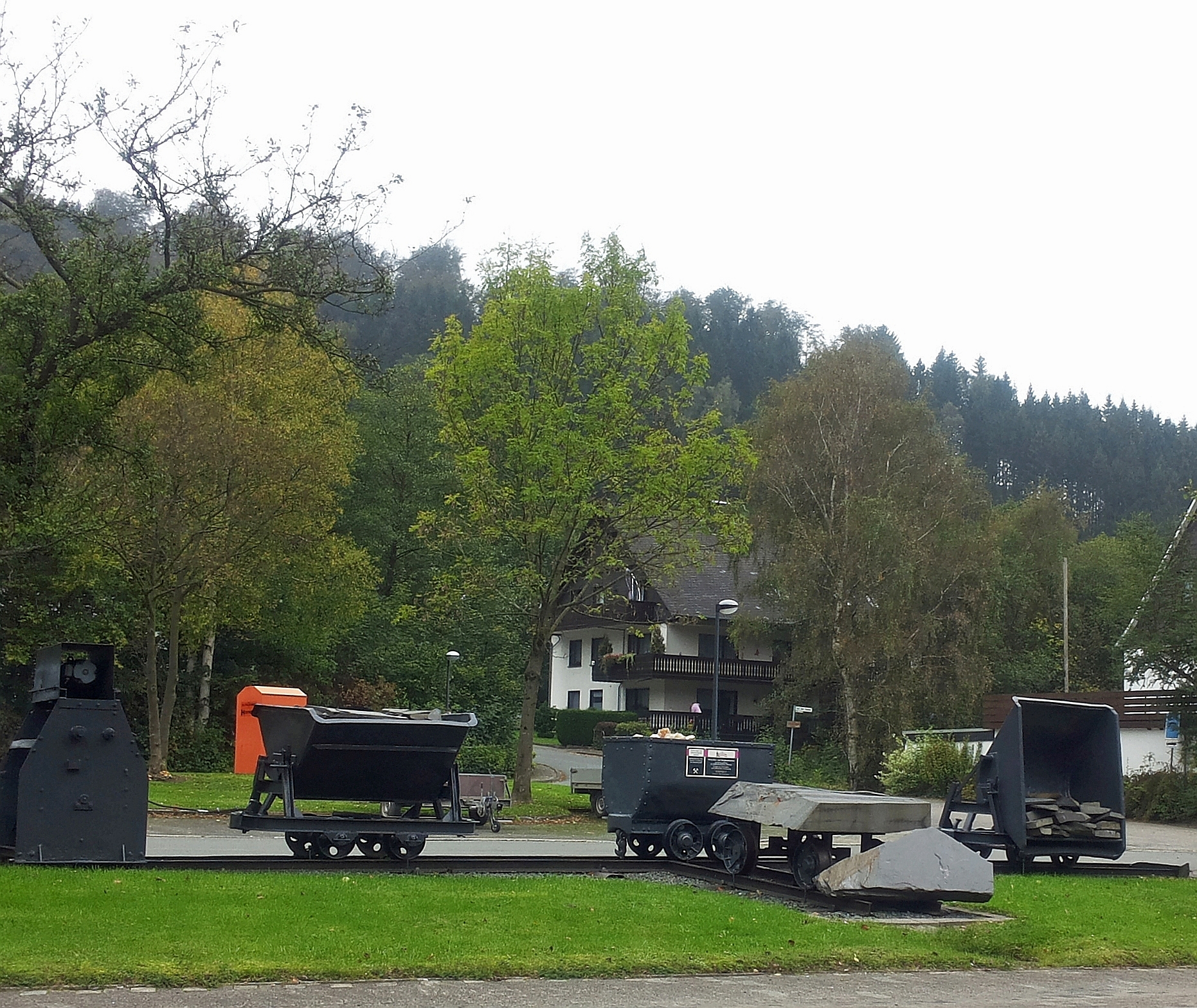
Loren in Silbach an der L 740 gegenüber dem Untersten Stollen

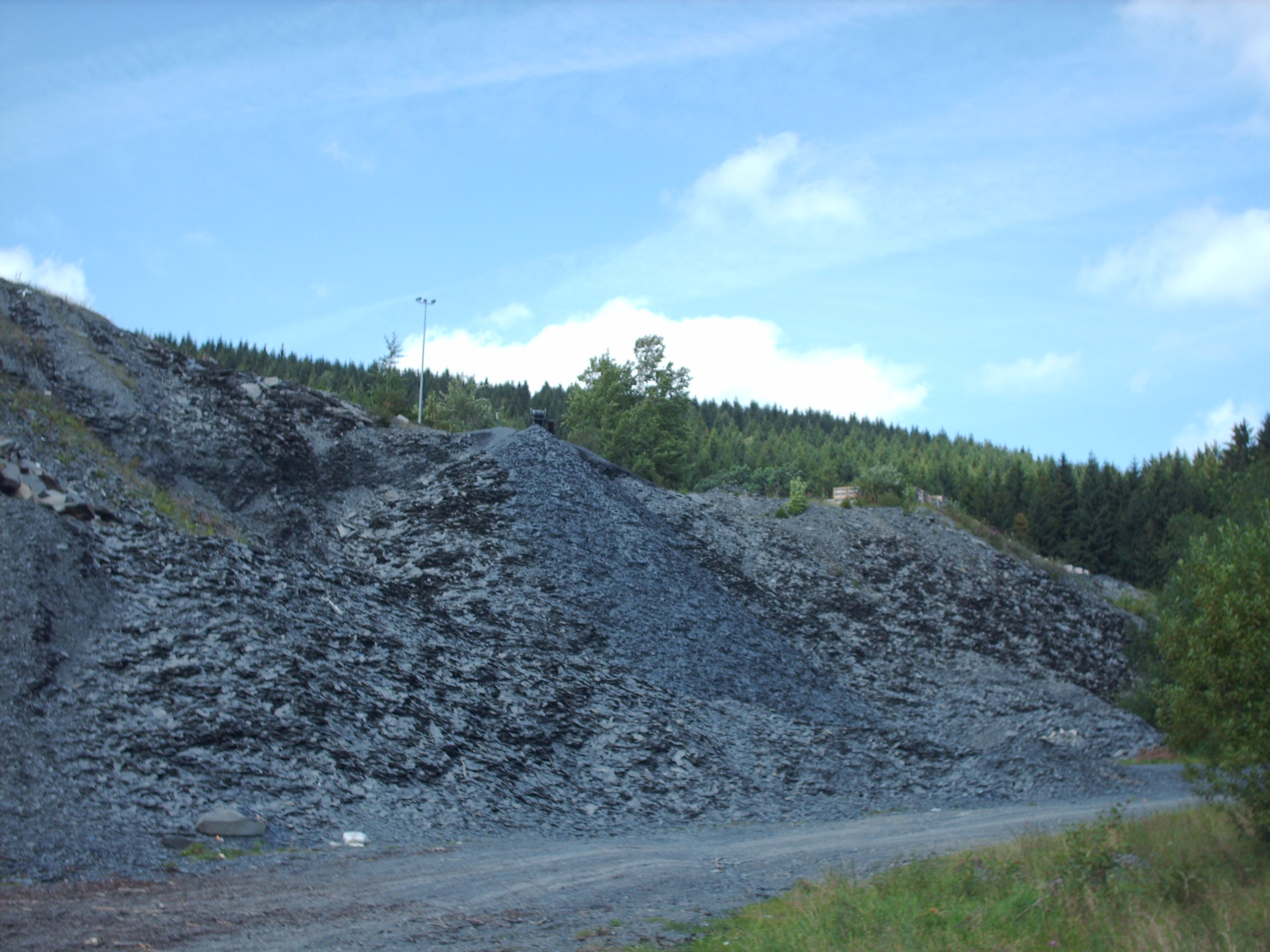
Halde der Grube Magog

Das Fredeburger Revier zerfällt in das Gebiet rund um Fredeburg selbst und in den Bereich der Gruben bei Silbach und Siedlinghausen. Bereits in Hessen lagen die Gruben bei Willingen. Die Anfänge des Schieferabbaus in diesem Gebiet lagen im 16. Jahrhundert bei Siedlinghausen und Silbach. Beim Ausschachten eines Kühlkellers wurde 1851 in Fredeburg ein abbauwürdiges Schiefervorkommen entdeckt. Daraus ging die Grube „Bierkeller“ hervor.
Das Dachschieferlager ist an den oberen Teil der Fredeburger Schichten gebildet aus der Eifelstufe des Mitteldevons gebunden. Die Entdeckung des Vorkommens bei Fredeburg fiel in die Expansionsphase des Schieferbergbaus im Sauerland. In der Folge wurden daher in der Umgebung weitere Gruben aufgeschlossen. In der unmittelbaren Nähe zur Grube Bierkeller wurden die Gruben Magog (1859) und Gomer (1880) angelegt.
Die Gruben Magog und Bierkeller wurden 1970 zusammengeschlossen. Im Jahr 1982 folgte die Grube Gromer. Das Verbundbergwerk Magog-Gomer-Bierkeller besteht noch heute. Die Gruben erstrecken sich auf eine Länge von etwa 1000 m. Der Abbau erfolgt heute mit Sägegeräten und hydraulischen Hämmern.
In Heiminghausen entstand 1863 die Grube Felicitas. Diese bestand bis in die 1990er Jahre hinein. Heute werden Teile der Grube als Heilstollen genutzt.
Bei Nordenau wurde die Grube Brandholz I 1866 eröffnet. Die Grube Brandholz I förderte bis 1980. Die Förderung wurde auf der benachbarten Grube Brandholz II fortgesetzt. In diesem Bereich sind drei Schieferlager von 5 m, von 18 bis 20 m und von 25 bis 30 m Mächtigkeit vorhanden. Der Abbau erfolgt in zwei Tiefbausohlen. Auf Grund der schwierigen geologischen Verhältnisse war die Mechanisierung des Abbaus nicht möglich. Auch deshalb musste der Abbau eingestellt werden. Auch Teile dieser Gruben werden als Heilstollen vermarktet.
Hinzu kamen Gruben an der oberen Lenne in der Nähe des Kahlen Astens. Von diesen konnten sich einige Zeit bis nach dem Zweiten Weltkrieg behaupten.
Die meisten Gruben wurden im Tiefbau betrieben, nur bei Siedlinghausen gab es zeitweise Tagebau. In der Nähe von Willingen bestand die Grube Christine von 1871 bis 1971. Dort wurden vier Dachschieferlagen mit einer Mächtigkeit zwischen 2 und 20 m abgebaut. Diese gehören den Astenschichten des Mitteldevon an. Die Grube erstreckt sich unter Tage über mehrere hundert Meter im Streichen der Schichten. Teile der Grube sind als Schaubergwerk zugänglich. Ebenfalls in der Nähe von Willingen wurde noch 1947 die Grube „Brilon“ neu aufgeschlossen. Sie stellte 1984 ihren Betrieb ein.

### Nuttlarer Revier
Die Vorkommen im Raum Nuttlar gehören den sogenannten Flinzschichten an, die in dieser Gegend die Grenze des höchsten Mitteldevon zum Oberdevon bilden. Sie bestehen aus einer stark gefalteten Abfolge von Tonschiefer und Kalkstein. Die Lager erreichen eine Mächtigkeit von 3 bis 15 m. Die trennenden Kalkschichten sind zwischen einigen Dezimetern und einigen Metern mächtig. Die Schieferqualität ist unterschiedlich. Einige Lagen eigneten sich für Dachschiefer, andere nur für stärkere Platten. Ebendiese dickeren Platten bildeten zeitweilig das Hauptprodukt der Nuttlarer Gruben. Sie wurden zu Tischplatten oder zu Treppenstufen verarbeitet.
Der Abbau geht bei Antfeld bis in das 16. Jahrhundert zurück. In Antfeld war der Abbau im 18. Jahrhundert recht gut organisiert. Die Vorkommen dort teilten sich fünf Betriebe. Diese waren jeweils an vier „Bergknaben“ verpachtet. Der Ort, wo der Abbau erfolgte, wurde nach dem Vorarbeiter der jeweiligen Gruppe benannt. Jeder Vorarbeiter stand weiteren drei Bergknaben vor, die mit ihm arbeiteten. Jeder Bergknabe zahlte drei Reichstaler Pacht und 9 Silbergroschen Gewinngeld. Im Jahr 1706 wurden zusammen 399 Fuder Schiefer zu 677 Reichstalern gefördert. Teilweise wurde der Schiefer bis hin nach Soest, Beckum oder Paderborn exportiert. Die Verwaltung und der Verkauf aller Betriebe zusammen wurden von der Verwaltung von Schloss Antfeld vorgenommen. Der Durchschnittserlös lag bei 1,70 Reichstalern. Der Besitzer von Haus Antfeld zahlte an die Bergknaben aber nur 1 Reichstaler aus, zog aus dem Verkauf also zusätzlich zu der Pacht Gewinn. Weil nur der reine Schiefer nicht aber der Abraum bezahlt wurde, war das Einkommen der Bergknaben sehr schwankend. Die meisten von ihnen waren daher verschuldet.
Im weiteren Verlauf des 18. Jahrhunderts wurde der Abbau weiter betrieben, auch wenn Indizien auf einen gewissen Niedergang hindeuteten. Anfang des 19. Jahrhunderts waren die Schieferbrüche weiter verpachtet. Aber nun arbeiteten die Pächter auf eigene Rechnung. Seit 1850 schlossen sich die Eigentümer in zwei Gesellschaften zusammen, die den Abbau rentabler gestalten konnten.

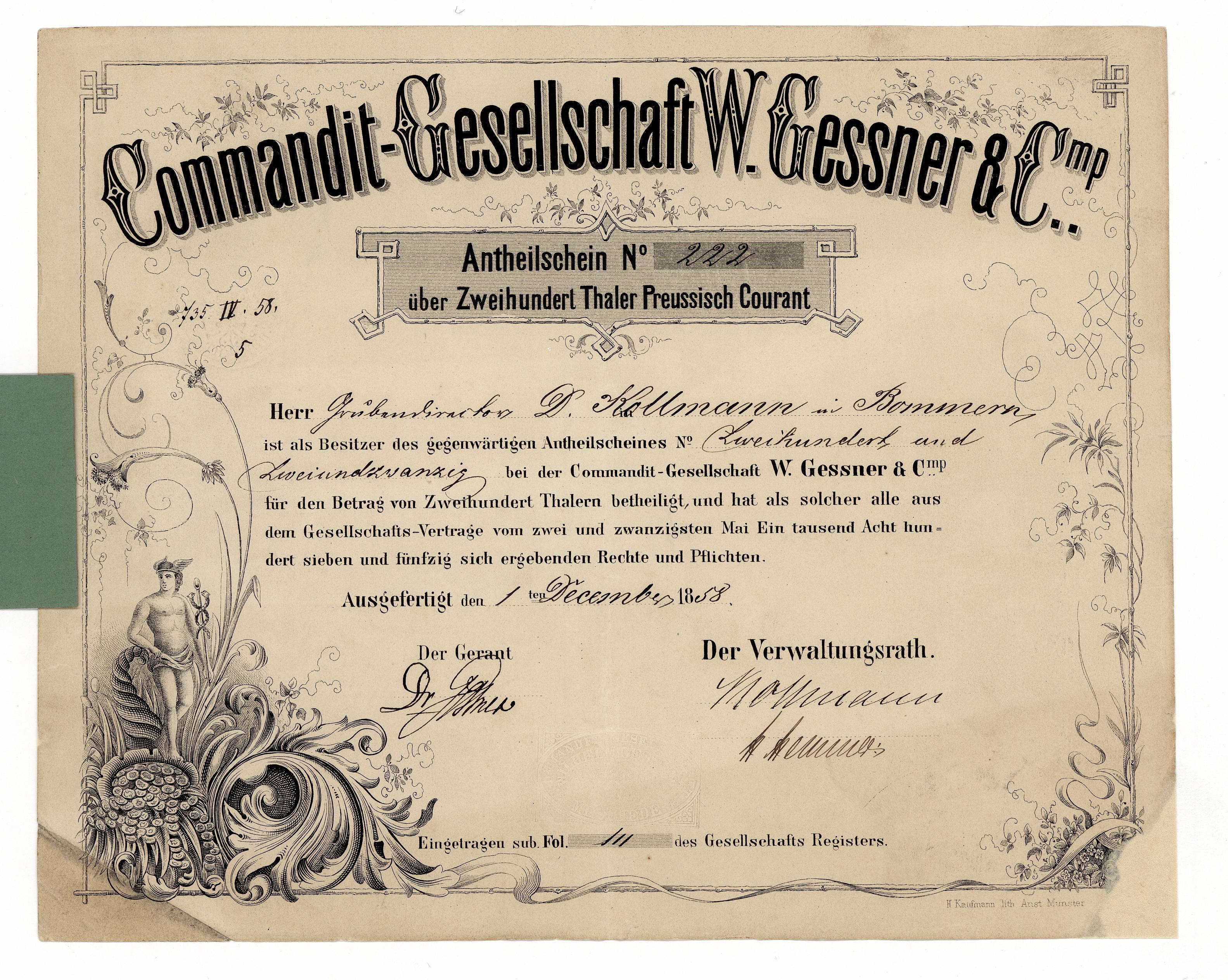
Anteilschein über 200 Taler der Commandit-Gesellschaft W. Gessner & Cmp vom 1. Dezember 1858

In Nuttlar selbst ist der Abbau erstmals für 1709 nachweisbar. Er ist aber möglicherweise älter. Die Anteilseigner der 1856 gegründet Firma Geßner & Co. mit Sitz in Meschede, die in der Gegend von Nuttlar förderte, brachten ein Kapital von 125.000 Talern auf. Der Betrieb begann mit dem Kauf von sechzehn Grubenfeldern für einen Preis von 80.000 Talern. In den 1850er Jahren erwarb die Firma Gessner & Co. einige kleinere Gruben und schloss sie zur Grube Ostwig zusammen. In der Folge konnten auch die meisten anderen Gruben in der Gegend erworben werden. Obwohl die Transportverhältnisse noch schlecht waren, nahm das Unternehmen einen Aufschwung und wurde 1867 in eine Aktiengesellschaft umgewandelt. Dies ermöglichte die Modernisierung des Betriebes unter anderem durch englische Maschinen. Das Unternehmen profitierte vom Bau der Ruhrtalbahn 1873. Damit vergrößerte sich das mögliche Absatzgebiet deutlich.
Der Abbau auf der wichtigsten Grube Ostwig erfolgte zunächst im Tagebau. Nach einer Krise zu Beginn der 1870er Jahre brachte der Eisenbahnbau 1873 dem Unternehmen einen großen Aufschwung. Im Jahr 1878 wurde mit der Anlage des Kaiser-Wilhelm-Stollens mit dem Übergang zum Tiefbau begonnen. Es gab ein „unteres“, „mittleres“ und „oberes“ Lager. Daneben gab es ein weiteres Lager, dessen Schiefer vor allem zu Platten verarbeitet wurde und deshalb „Plattenlager“ genannt wurde. Aus den schon genannten Gründen stagnierte die Produktion etwa seit der Wende zum 20. Jahrhundert. Nach dem Zweiten Weltkrieg erlebten auch die Gruben in Nuttlar noch einmal einen Aufschwung. Auf der Grube Ostwig wurden 1980 etwa 2000 Tonnen Schiefer pro Jahr abgebaut. Daneben bestanden im Revier noch weitere Gruben. Die meisten wurden in den 1970er/80er Jahren geschlossen. Die Grube Ostwig förderte bis 1985.

## Rezeption
In der Region halten einige Einrichtungen die Erinnerung an den früheren Schieferbergbau wach. Das Schieferbergbau- und Heimatmuseum Holthausen verfügt über 2.500 m² Ausstellungsfläche. In der Schieferabteilung werden alle Bearbeitungsarten des Schiefers vom Abbau bis zur Fertigstellung gezeigt. Der museumseigene Stollen versetzt den Besucher unmittelbar in den unterirdischen Abbau.
Durch das Schieferbergwerk in Nuttlar werden Führungen angeboten. Die unteren gefluteten Sohlen lassen sich in Tauchgängen erkunden. In der Grube Delle im Raumlander Revier wurde 1983 ein Schaubergwerk eingerichtet.